# Elecciones generales de las Islas Turcas y Caicos de 2025
Las elecciones generales de las Islas Turcas y Caicos de 2025 se realizaron en dicho territorio el 22 de febrero del mencionado año.Importantes cambios constitucionales hicieron que fueran las primeras elecciones generales en las que se eligieron nueve diputados generales.

## Trasfondo
El 10 de diciembre de 2024, la Cámara de la Asamblea  pasó a llamarse Parlamento de las Islas Turcas y Caicos, y su mandato se incrementó a un máximo de cinco años. También se modificó el sistema electoral, de modo que se elegirán 19 miembros en lugar de 15, y los cuatro escaños que antes se designaban pasarán a ser escaños de circunscripción general. Las enmiendas constitucionales fueron aprobadas por unanimidad por la Cámara de la Asamblea y posteriormente autorizadas por el gobierno del Reino Unido a finales de 2024.

## Sistema electoral
El Parlamento tiene 21 miembros: 19 miembros electos y 2 miembros ex officio.
Los 19 miembros electos fueron elegidos por dos métodos; diez fueron elegidos de distritos electorales de un solo miembro, y nueve fueron elegidos en el territorio nacional en calidad de distrito único pudiéndose votar hasta por nueve candidatos a nivel nacional.
El fiscal general y el portavoz del Parlamento son los miembros ex officio.
Antes de la reforma constitucional de 2024, solo 15 de los 21 miembros eran electos, mientras que 4 miembros eran designados (uno designado por el primer ministro, uno designado por el líder de la oposición y dos designados por el gobernador) además de los 2 ex officio.

## Resultados
El gobierno del PNP fue reelegido, ganando 16 de los 19 escaños disponibles, mientras que la oposición del PDM ganó sólo 2.El candidato independiente Tamell Seymour resultó victorioso en el escaño de South Caicos.
| Partidos                    | Partidos                        | Partidos                    | Distritos           | Distritos           | Distritos           | Territorio nacional | Territorio nacional | Territorio nacional | Total | +/-         |
| Partidos                    | Partidos                        | Partidos                    | Votos               | %                   | Escaños             | Votos               | %                   | Escaños             | Total | +/-         |
| --------------------------- | ------------------------------- | --------------------------- | ------------------- | ------------------- | ------------------- | ------------------- | ------------------- | ------------------- | ----- | ----------- |
|                             | Partido Nacional Progresista    | PNP                         | 3,958               | 58.56               | 7                   | 35,560              | 60.17               | 9                   | 16    | 2           |
|                             | Movimiento Democrático Popular  | PDM                         | 2,578               | 38.14               | 2                   | 22,794              | 38.57               | 0                   | 2     | 1           |
|                             | Alianza Progresista Democrática | PDA                         |                     |                     |                     | 183                 | 0.31                | 0                   | 0     | Sin cambios |
|                             | Independientes                  | Ind                         | 223                 | 3.30                | 1                   | 558                 | 0.94                | 0                   | 1     | 1           |
|                             | Miembros designados             | Miembros designados         | Miembros designados | Miembros designados | Miembros designados | Miembros designados | Miembros designados | Miembros designados | —     | 4           |
|                             | Miembros ex officio             | Miembros ex officio         | Miembros ex officio | Miembros ex officio | Miembros ex officio | Miembros ex officio | Miembros ex officio | Miembros ex officio | 2     | Sin cambios |
|                             |                                 |                             |                     |                     |                     |                     |                     |                     |       |             |
| Votos emitidos              | Votos emitidos                  | Votos emitidos              | 6,759               | 100.00              |                     |                     |                     |                     |       |             |
| Votos en blanco e inválidos | Votos en blanco e inválidos     | Votos en blanco e inválidos | 0                   | 0,00                |                     |                     |                     |                     |       |             |
| Total                       | Total                           | Total                       | 6,759               | 100                 | 10                  | 59,095              | 100                 | 9                   | 21    | Sin cambios |
| Registrados / participación | Registrados / participación     | Registrados / participación | 9,385               | 72.02               |                     |                     |                     |                     |       |             |